# واکسل

پشته‌ای از واکسل‌ها، یکی از آن‌ها تیره گشته‌است.

واکسل یا وکسل (به انگلیسی: Voxel) کوچکترین جز ساختاری (element) یک تصویر ۳ بعدی را گویند. از این لحاظ، واکسل مشابه ۳ بعدی یک پیکسل است.
یک واکسل مقداری را بر روی یک مختصات معین در فضای سه متغیره نشان می‌دهد. همانند پیکسل‌ها در فایل تصویری بیت مپ(Bitmap)، واکسل‌ها خودشان برای مثال موقعیتی از خودشان(مختصات خودشان) را ندارند به طور صریح در امتداد با مقادیر خودشان به صورت رمزی درآورده شده اند. به طور مثال موقعیت یک واکسل براساس موقعیتش در ارتباط با دیگر واکسل‌ها استباط می‌شود.(یعنی موقعیتش در ساختار دیتا که باعث ایجاد یک تک تصویر حجمی می‌شود). پیکسل‌ها و واکسل‌ها در مقابل هم اند، نقطه ها و چندضلعی‌ها اغلب به طور صریح با مختصات رئوسشان نشان داده می‌شوند. نتیجه این تفاوت چندضلعی‌هایی هستند که قادر به ارائه ساختار 3 بعدی کافی با فضای خیلی زیاد خالی یا پر شده به‌طور همجنس است، زمانی که واکسل‌ها در نمایش خیلی خوب هستند فضاهای نمونه برای آنکه به طور منظم به صورت غیر-همجنس پر شده‌اند.
واکسل‌ها به صورت پیوسته در تجسم و آنالیزهای پزشکی و اطلاعات علمی استفاده می‌شوند. برخی نمایشگرهای حجمی از واکسل‌های برای توصیف وضوح تصویر استفاده کرده‌اند. برای مثال یک نمایشگر ممکن است قادر به نمایش 512*512*512 واکسل باشد.